# Otus nigrorum
Otus nigrorum (лат.) — вид птиц рода совок семейства совиных. Подвидов не выделяют. Обитает на островах Негрос и Панай на Филиппинах. Ранее считалась подвидом Otus megalotis.

## Образ жизни
Живут поодиночке или моногамными парами. Размножаются круглый год, откладывая 1—2 яйца. Гнездятся в дуплах деревьев.

## Угрозы
Главная угроза этого вида — разрушение среды обитания в результате как законных, так и незаконных рубок, превращение в сельскохозяйственные угодья посредством подсечно-огневого сжигания.